# Bernard Czapliński

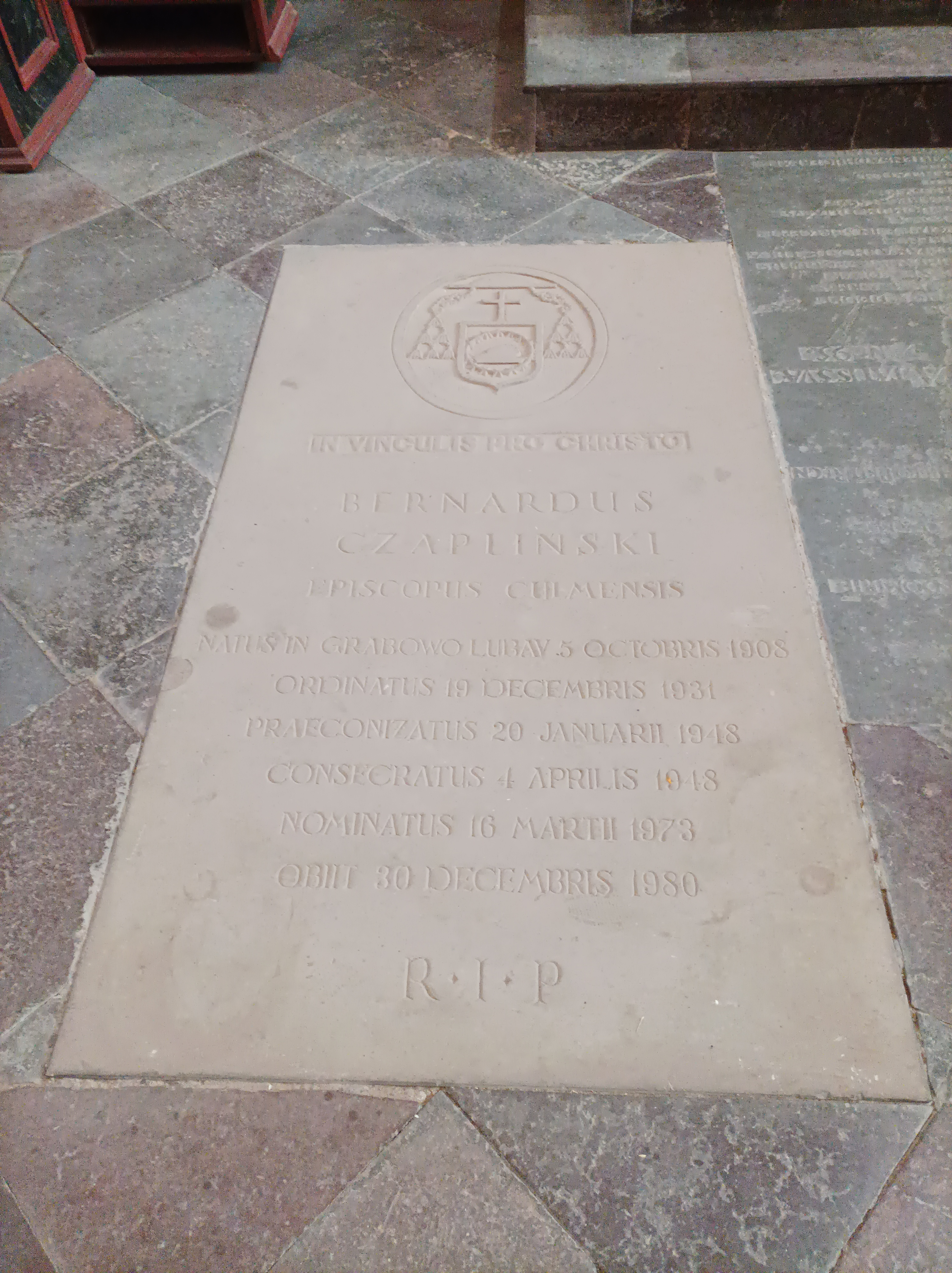
Płyta nagrobna biskupa Bernarda Czaplińskiego w katedrze pelplińskiej

Bernard Czapliński (ur. 5 października 1908 w Grabowie, zm. 30 grudnia 1980 w Starogardzie Gdańskim) – polski duchowny rzymskokatolicki, biskup pomocniczy chełmiński w latach 1948–1973, biskup diecezjalny chełmiński w latach 1973–1980.

## Życiorys
Kształcił się w progimnazjum w Lubawie oraz gimnazjum w Chojnicach, gdzie w 1927 uzyskał maturę. Następnie studiował w seminarium duchownym w Pelplinie, gdzie w 19 grudnia 1931 otrzymał święcenia kapłańskie. Był wikariuszem w Grudziądzu i Toruniu, od 1936 sekretarzem, a następnie dyrektorem Caritasu okręgu toruńskiego, zaś od 1937 prefekt prywatnego gimnazjum żeńskiego w Toruniu.
W czasie II wojny światowej aresztowany przez Gestapo 18 października 1939, został osadzony początkowo w Forcie VII w Toruniu, następnie w Nowym Porcie w Gdańsku, Grenzdorf, Sachsenhausen i Dachau (od grudnia 1940 do kwietnia 1945). W Dachau wraz z ks. Stefanem Wincentym Frelichowskim organizował Caritas obozowy.
Po powrocie do Polski został administratorem parafii w Chojnicach, a następnie od 1947 proboszczem i prepozytem bazyliki św. Janów w Toruniu.
20 stycznia 1948 został mianowany biskupem pomocniczym diecezji chełmińskiej ze stolicą tytularną Faustinopolis. Sakrę biskupią otrzymał 4 kwietnia 1948. Jako zawołanie biskupie przyjął słowa „In vinculis pro Christo” (W okowach dla Chrystusa). W diecezji chełmińskiej pełnił funkcje wikariusza generalnego, przewodniczącego rady liturgicznej, egzaminatora i sędziego prosynodalnego oraz wiceoficjała sądu biskupiego w Pelplinie.
9 maja 1972 po śmierci biskupa diecezjalnego Kazimierza Kowalskiego został wikariuszem kapitulnym, a następnie 16 marca 1973 nominowany jego następcą. Za swoich rządów erygował 33 parafie i wydał 65 listów pasterskich.
Brał udział w II i IV sesji soboru watykańskiego II.
Zmarł w szpitalu w Starogardzie Gdańskim, pochowany został w katedrze w Pelplinie.